# 핵무기 위협 또는 사용의 적법성에 관한 국제사법재판소 권고적 의견
핵무기 위협 또는 사용의 적법성에 관한 국제사법재판소 권고적 의견(Advisory Opinion on the Legality of the Threat or Use of Nuclear Weapons)은 핵무기 위협 또는 사용의 적법성에 대해 국제사법재판소가 낸 권고적 의견으로, 일반적인 경우 핵무기 위협 또는 사용은 국제법에 위배되나, 국가의 생존 자체가 위태로운 경우에는 결론지을 수 없다는 기념비적인 판례이다.